# Mannschaftskader der polnischen Mannschaftsmeisterschaft im Schach 1956
Die Liste der Mannschaftskader der polnischen Mannschaftsmeisterschaft im Schach 1956 enthält alle Spieler, die in der Endrunde der polnischen Mannschaftsmeisterschaft im Schach 1956 mindestens einmal eingesetzt wurden.

## Allgemeines
Während Start Łódź in allen Wettkämpfen die gleichen sieben Spieler einsetzte, spielten bei DWP Warszawa elf Spieler mindestens eine Partie. Insgesamt (ohne Berücksichtigung des ZS Włókniarz Łódź, der seine Mannschaft während des Wettbewerbs zurückzog) kamen 94 Spieler zum Einsatz, von denen mindestens 14 an allen Wettkämpfen teilnahmen.
Punktbester Spieler war Wiktor Balcerak (Start Katowice) mit 9 Punkten aus 10 Partien. Mirosława Litmanowicz (DWP Warszawa) erreichte 8 Punkte aus 10 Partien, je 7,5 Punkte erzielten W.Michalak (AZS Warszawa) und Krystyna Hołuj (AZS Gliwice), wobei Michalak 9 Partien spielte, Hołuj 10.

## Legende
Die nachstehenden Tabellen enthalten folgende Informationen:
- Nr.: Ranglistennummer; ein zusätzliches „W“ bezeichnet Frauen
- Pkt.: Anzahl der erreichten Punkte
- Partien: Anzahl der gespielten Partien

## DWP Warszawa
| Nr. | Name                  | Pkt. | Partien |
| --- | --------------------- | ---- | ------- |
| 1   | Roman Dworzyński      | 6,5  | 10      |
| 2   | Andrzej Pytlakowski   |      |         |
| 3   | Stefan Witkowski      |      |         |
| 4   | Ignacy Branicki       | 6,5  | 9       |
| 5   | Ryszard Drozd         |      |         |
| 6   | Władysław Litmanowicz |      |         |
| 7   | Tadeusz Wróbel        |      |         |
| 8   | Władysław Klus        |      |         |
| 9   | Witold Dąbrowski      | 3,5  | 5       |
| 10  | Teofan Domżał         | 2    | 3       |
| W1  | Mirosława Litmanowicz | 8,5  | 10      |

## ASZ Kraków
| Nr. | Name                   | Pkt. | Partien |
| --- | ---------------------- | ---- | ------- |
| 1   | Edward Nahlik          |      |         |
| 2   | Marek Galewicz         | 7    | 10      |
| 3   | Jerzy Kostro           | 7    | 10      |
| 4   | Ryszard Czermiński     | 6    | 9       |
| 5   | Kazimierz Wojtasiewicz | 3,5  | 5       |
| 6   | Włodzimierz Jurkiewicz | 4    | 5       |
| 7   | Andrzej Karaś          | 3    | 6       |
| W1  | Irena Nowak            |      |         |

## ZS Start Katowice
| Nr. | Name                   | Pkt. | Partien |
| --- | ---------------------- | ---- | ------- |
| 1   | Wiktor Balcarek        | 9    | 10      |
| 2   | Emil Sojka             |      |         |
| 3   | Stefan Brzózka         | 5    | 9       |
| 4   | Zygmunt Kloza          | 4,5  | 8       |
| 5   | Stanisław Kornasiewicz | 6    | 10      |
| 6   | Emanuel Byrtek         |      |         |
| 7   | Edward Olej            | 3    | 4       |
| W1  | Klara Knapik           | 7    | 9       |

## ZS Start Łódź
| Nr. | Name                 | Pkt. | Partien |
| --- | -------------------- | ---- | ------- |
| 1   | Kazimierz Makarczyk  |      |         |
| 2   | Gedali Szapiro       | 5    | 9       |
| 3   | Stanisław Kwapisz    |      |         |
| 4   | Aleksander Szymański | 7    | 9       |
| 5   | Wiktor Matkowski     | 6    | 9       |
| 6   | Tadeusz Łubieński    | 6    | 8       |
| W1  | W.Górna              |      |         |

## KKS Polonia Warszawa
| Nr. | Name                  | Pkt. | Partien |
| --- | --------------------- | ---- | ------- |
| 1   | Stanisław Gawlikowski | 3,5  | 9       |
| 2   | Janusz Szukszta       | 4    | 8       |
| 3   | Janusz Szpotański     | 6,5  | 10      |
| 4   | Romuald Grąbczewski   | 5    | 8       |
| 5   | Natan Borowski        | 6,5  | 10      |
| 6   | Andrzej Filipowicz    | 3    | 7       |
| 7   | Manfred Mannke        | 3    | 5       |
| 8   | Władysław Leszczyński | 1    | 2       |
| 9   | Waldemar Kurowski     | 0    | 1       |
| W1  | Barbara Wojciechowska | 4,5  | 10      |

## ZS Sparta Kraków
| Nr. | Name                | Pkt. | Partien |
| --- | ------------------- | ---- | ------- |
| 1   | Bogdan Śliwa        | 3,5  | 5       |
| 2   | Edward Arłamowski   | 5,5  | 8       |
| 3   | Józef Stokłosa      |      |         |
| 4   | Edward Knapczyk     |      |         |
| 5   | Kazimierz Gdański   | 3,5  | 7       |
| 6   | Ryszard Gąsiorowski | 3,5  | 7       |
| 7   | Zbigniew Węglowski  | 2    | 3       |
| W1  | Anna Jurczyńska     |      |         |

## AZS Gliwice
| Nr. | Name                 | Pkt. | Partien |
| --- | -------------------- | ---- | ------- |
| 1   | Adam Dzięciołowski   | 3,5  | 7       |
| 2   | Jerzy Sowiński       | 3    | 6       |
| 3   | Janusz Domański      |      |         |
| 4   | Henryk Śliwiński     | 2,5  | 5       |
| 5   | Zbigniew Radzikowski |      |         |
| 6   | Witold Sobotkowski   |      |         |
| 7   | Stanisław Radtke     | 4    | 7       |
| W1  | Krystyna Hołuj       | 7,5  | 10      |

## AZS Warszawa
| Nr. | Name                | Pkt. | Partien |
| --- | ------------------- | ---- | ------- |
| 1   | Zbigniew Solecki    |      |         |
| 2   | Andrzej Sydor       |      |         |
| 3   | Wojciech Święcicki  |      |         |
| 4   | W.Michalak          | 7,5  | 9       |
| 5   | Bogusław Kruczyński | 4,5  | 8       |
| 6   | Wiesław Kosiński    | 3    | 5       |
| 7   | Jerzy Duda          | 1,5  | 3       |
| 8   | Bogdan Kusiński     | 1,5  | 3       |
| W1  | M.Jachołkowska      | 5    | 7       |

## ZS Kolejarz Kraków
| Nr. | Name                | Pkt. | Partien |
| --- | ------------------- | ---- | ------- |
| 1   | Tadeusz Ciejka      |      |         |
| 2   | Kazimierz Woźniak   |      |         |
| 3   | Ludwik Krystowski   | 5,5  | 10      |
| 4   | Antoni Bocheński    |      |         |
| 5   | S.Dyląg             | 5    | 7       |
| 6   | Tomasz Wojtasiewicz | 7    | 10      |
| 7   | Orest Słobodzian    | 4,5  | 5       |
| W1  | Ciejka              |      |         |

## ZS Kolejarz Poznań
| Nr. | Name                | Pkt. | Partien |
| --- | ------------------- | ---- | ------- |
| 1   | Karol Stefański     | 4    | 8       |
| 2   | Bogdan Pietrusiak   | 5,5  | 9       |
| 3   | Bolesław Rożański   | 4,5  | 8       |
| 4   | Roman Kaszowski     | 2    | 7       |
| 5   | Leon Widermański    | 2,5  | 8       |
| 6   | Stanisław Siadak    | 4,5  | 9       |
| 7   | Kazimierz Werc      | 1    | 4       |
| 8   | Bronisław Stróżniak | 0,5  | 1       |
| W1  | Urszula Larek       | 2    | 9       |

## KKS Hetman Wrocław
| Nr. | Name               | Pkt. | Partien |
| --- | ------------------ | ---- | ------- |
| 1   | Czesław Błaszczak  | 6    | 10      |
| 2   | Jerzy Batorowicz   |      |         |
| 3   | Jerzy Arłamowski   |      |         |
| 4   | Zbigniew Terlecki  |      |         |
| 5   | Leszek Chrzanowski |      |         |
| 6   | Stanisław Ćwiąkała | 4,5  | 7       |
| 7   | T. Dipel           | 1,5  | 3       |
| W1  | Henryka Jochelson  | 6    | 10      |

## ZS Włókniarz Łódź
Die Mannschaft wurde vorzeitig zurückgezogen, es sind keine Informationen zu eingesetzten Spielern und deren Ergebnissen bekannt.